# Daniel Tschofenig
Daniel Tschofenig (* 28. März 2002 in Villach) ist ein österreichischer Skispringer. Seine bisher größten Erfolge sind der Gewinn der Vierschanzentournee sowie im Gesamtweltcup in der Saison 2024/25.

## Karriere
Tschofenig sammelte mit 7 Jahren beim "Goldi Talente Cup" 2009 in Villach Erfahrungen mit dem Skisprungsport.
Im Juli 2018 gab Tschofenig sein internationales Debüt im FIS Cup im österreichischen Villach. Der damals 16-Jährige belegte dort den 44. Platz. Im Mai 2019 wurde er in den C-Kader des ÖSV berufen. Im Oktober 2019 erzielte er ebenfalls in Villach einen 29. Platz. Damit konnte der Österreicher im FIS Cup seine ersten Punkte erspringen. Im Dezember 2020 wurde er Dritter im FIS-Cup-Wettbewerb in Kandersteg. Danach sprang er im Alpen Cup.
Sein Debüt im Continental Cup gab er in der Saison 2020/21 am 18. Dezember 2020 im finnischen Ruka. Der damals 18-Jährige belegte dort den 19. Platz.
Am 6. Jänner 2021 gab er sein Weltcup-Debüt im Rahmen der 69. Vierschanzentournee. Im österreichischen Bischofshofen bestand er die Qualifikation und konnte so am Wettbewerb teilnehmen. Tschofenig qualifizierte sich über die Lucky Loser für den zweiten Durchgang. Er schloss das Springen mit dem 30. Platz ab und konnte so seinen ersten Weltcuppunkt erringen. Die Tournee schloss er mit einer Teilnahme auf Rang 50 ab. Bei den Nordischen Juniorenskiweltmeisterschaften in Lahti verpasste er im Einzel auf der Normalschanze als Vierter eine Medaille nur knapp, konnte aber im Team mit seinen Mannschaftskameraden David Haagen, Elias Medwed und Niklas Bachlinger Gold gewinnen. Danach zählte er beim Weltcup im rumänischen Raşnov am 19. Februar 2021 wieder zum österreichischen Aufgebot und sprang als Neunter erstmals in die Top 10. Tags darauf wurde er mit dem österreichischen Mixed-Team Dritter und feierte so einen ersten Podestplatz. Trotz dieser guten Leistungen wurde er nicht für die Nordische-Ski-WM in Oberstdorf berücksichtigt.
Am 13. September 2021 gewann Tschofenig, der zu diesem Zeitpunkt dem B-Kader des ÖSV angehörte, in Bischofshofen erstmals ein Continental-Cup-Springen, nachdem er bereits am Vortag Zweiter geworden war. Im Winter wurde er bei der Vierschanzentournee 2021/22 18. Im Anschluss wurde er auch weiterhin im Weltcup eingesetzt und erreichte am 16. Jänner 2022 im polnischen Zakopane Rang fünf. Daraufhin wurde er vom Österreichischen Olympischen Comité für die Olympischen Winterspiele 2022 in Peking nominiert. Dort wurde er jedoch nicht im Wettkampf eingesetzt. Bei den Nordischen Juniorenskiweltmeisterschaften 2022 im polnischen Zakopane wurde er sowohl Einzel Juniorenweltmeister vor seinen Landsleuten David Haagen und Markus Müller, wie auch im Mannschaftswettbewerb mit Haagen, Müller und Jonas Schuster und im Mixed-Teamwettbewerb mit Haagen sowie Vanessa Moharitsch und Julia Mühlbacher.
Am 11. Februar 2023 erreichte er mit dem dritten Platz beim Weltcup auf der Großen Olympiaschanze in Lake Placid sein erstes Podest im Einzel-Weltcup. Am Ende wurde er im Gesamtweltcup Neunter.
Bei den Europaspielen 2023 gewann Tschofenig sowohl die Goldmedaille auf der Normalschanze vor seinem Mannschaftskollegen Jan Hörl als auch gemeinsam mit Marita Kramer, Jan Hörl und Jacqueline Seifriedsberger die Goldmedaille im Mixed-Team. 
Bei den österreichischen Staatsmeisterschaften im Oktober 2023 in Hinzenbach und Bischofshofen gewann er sowohl von der Normal-, als auch von der Großschanze, die Goldmedaille.
In der Saison 2023/24 erreichte er drei weitere Podestplätze und belegte im Gesamtweltcup den elften Platz.
Zu Beginn der Saison 2024/25 präsentierte sich Tschofenig in Topform. Nachdem er beim Weltcup-Auftakt in Lillehammer den zweiten Platz belegt hatte, gewann er zwei Wochen später in Wisła sein erstes Weltcupspringen. Tschofenig wurde damit der erste im 21. Jahrhundert geborene männliche Athlet, der einen Einzelsieg im Skisprungweltcup errang. An den darauffolgenden Wochenenden sprang er bei fast allen Wettbewerben auf das Podest und gewann ein weiteres Springen. Bei der Vierschanzentournee konnte er mit zwei Siegen in Garmisch-Partenkirchen und Bischofshofen sowie zwei dritten Plätzen die Gesamtwertung vor seinen Teamkollegen Jan Hörl und Stefan Kraft gewinnen. Nach dem Sieg in Garmisch-Partenkirchen übernahm er zudem erstmals in seiner Karriere das gelbe Trikot des Gesamtweltcupführenden von Pius Paschke.

## Privates
Tschofenig springt für den SV Achomitz/SD Zahomc. Er hat seine Lebensmittelpunkte in Hohenthurn, eine Gemeinde in Kärnten, und Innsbruck. Er spielte von 2008 bis 2015 Fußball für den SV Draschitz. Tschofenig ist mit der Skispringerin Alexandria Loutitt liiert.

## Erfolge

### Weltcupsiege im Einzel
| Nr. | Datum             | Ort                    | Typ         |
| --- | ----------------- | ---------------------- | ----------- |
| 1.  | 7. Dezember 2024  | Wisła                  | Großschanze |
| 2.  | 22. Dezember 2024 | Engelberg              | Großschanze |
| 3.  | 1. Jänner 2025    | Garmisch-Partenkirchen | Großschanze |
| 4.  | 6. Jänner 2025    | Bischofshofen          | Großschanze |
| 5.  | 19. Jänner 2025   | Zakopane               | Großschanze |
| 6.  | 1. Februar 2025   | Willingen              | Großschanze |
| 7.  | 2. Februar 2025   | Willingen              | Großschanze |
| 8.  | 9. Februar 2025   | Lake Placid            | Großschanze |

### Weltcupsiege im Team
| Nr. | Datum           | Ort      | Typ         |
| --- | --------------- | -------- | ----------- |
| 1.  | 14. Jänner 2022 | Zakopane | Großschanze |
| 2.  | 25. März 2023   | Lahti    | Großschanze |
| 3.  | 1. April 2023   | Planica  | Flugschanze |
| 4.  | 23. März 2024   | Planica  | Flugschanze |
| 5.  | 18. Jänner 2025 | Zakopane | Großschanze |
| 6.  | 29. März 2025   | Planica  | Flugschanze |

### Grand-Prix-Siege im Einzel
| Nr. | Datum              | Ort        | Typ           |
| --- | ------------------ | ---------- | ------------- |
| 1.  | 28. September 2024 | Hinzenbach | Normalschanze |

### Grand-Prix-Siege im Team
| Nr. | Datum              | Ort    | Typ                 |
| --- | ------------------ | ------ | ------------------- |
| 1.  | 17. September 2022 | Râșnov | Normalschanze       |
| 2.  | 18. September 2022 | Râșnov | Normalschanze Mixed |

### Continental-Cup-Siege im Einzel
| Nr. | Datum              | Ort           | Typ         |
| --- | ------------------ | ------------- | ----------- |
| 1.  | 12. September 2021 | Bischofshofen | Großschanze |

## Statistik

### Weltcup-Platzierungen
| Saison  | Platz | Punkte |
| ------- | ----- | ------ |
| 2020/21 | 51.   | 0030   |
| 2021/22 | 25.   | 0251   |
| 2022/23 | 09.   | 0851   |
| 2023/24 | 11.   | 0747   |
| 2024/25 | 01.   | 1805   |

### Vierschanzentournee-Platzierungen
| Saison  | Platz | Punkte |
| ------- | ----- | ------ |
| 2020/21 | 50.   | 0219,5 |
| 2021/22 | 18.   | 0871,4 |
| 2022/23 | 08.   | 1061,1 |
| 2023/24 | 13.   | 1015,4 |
| 2024/25 | 01.   | 1194,4 |

### Grand-Prix-Platzierungen
| Saison | Platz | Punkte |
| ------ | ----- | ------ |
| 2022   | 07.   | 0155   |
| 2023   | 08.   | 0180   |
| 2024   | 07.   | 0186   |

### Continental-Cup-Platzierungen
| Saison  | Sommer | Sommer | Winter | Winter | Gesamt | Gesamt |
| Saison  | Platz  | Punkte | Platz  | Punkte | Platz  | Punkte |
| ------- | ------ | ------ | ------ | ------ | ------ | ------ |
| 2020/21 | —      | —      | 25.    | 209    | 14.    | 329    |

## Auszeichnungen
- 2024: Kärntens Sportler des Jahres[12]